# Rojas (município)
Rojas é um partido (município) da província de Buenos Aires, na Argentina. Possuía, de acordo com estimativa de 2019, 24.269 habitantes.